# Trassanel
Trassanel – miejscowość i gmina we Francji, w regionie Oksytania, w departamencie Aude.
Według danych na rok 1990 gminę zamieszkiwało 21 osób, a gęstość zaludnienia wynosiła 5 osób/km² (wśród 1545 gmin Langwedocji-Roussillon Trassanel plasuje się na 878. miejscu pod względem liczby ludności, natomiast pod względem powierzchni na miejscu 1049.).